# Benedikt La Roche

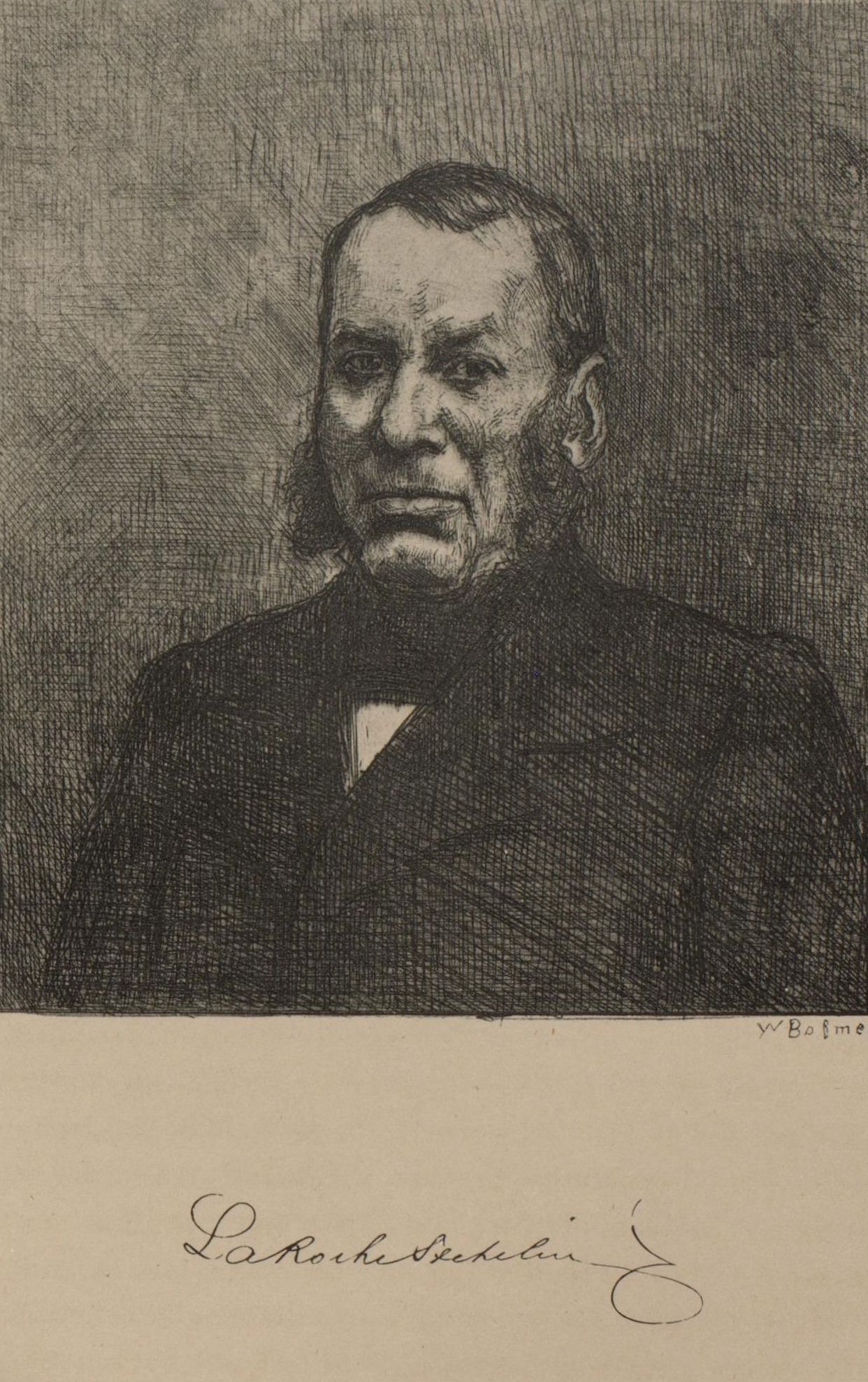
Benedikt La Roche

Benedikt La Roche (auch La Roche-Stehelin; * 26. Juli 1802 in Basel, heimatberechtigt ebenda; † 6. Dezember 1876 ebenda) war ein Schweizer Bankier und Politiker. Politisches Ansehen erlangte er 1848/49 als erster eidgenössicher Generalpostdirektor. 

## Leben und Wirken
Benedikt La Roche war der Sohn des Bankiers Johann Jakob La Roche (1774–1856) und der Anna Katharina (1778–1828), Tochter des Seidenfabrikanten und Ratsherrn Peter Vischer. Er heiratete 1824 Dorothea Stehelin (1806–1868) und 1874 in zweiter Ehe Anna Maria Preiswerk (1817–1885), Witwe des Bandfabrikanten Wilhelm Burckhardt. Die Ehen waren kinderlos. Der gleichnamige Benedikt La Roche (1762–1807) hatte 1787 die «Handlung La Roche» gegründet, die zuletzt noch von 2015 bis 2018 als Notenstein La Roche Privatbank firmierte.
La Roche erhielt eine kaufmännische Ausbildung in seiner Heimatstadt und 1821 in Le Havre. Zwei Jahre später erhielt er die Prokura im Bank- und Speditionsunternehmen der Familie. Seit 1840 leitete er die Firma gemeinsam mit seinem Bruder Carl Gustav (1813–1873). Er war von 1832 bis 1840 Mitglied der Basler Kaufhaus- und bis 1850 der Handlungskommission. Von 1831 bis 1837 diente La Roche als Oberleutnant der Basler Kavallerie, die er anschliessend bis 1842 reorganisierte. Er gehörte 1840/41 dem Basler Militärkollegium an und wurde 1848 Aidemajor der Basler Bürgergarde.
La Roche war von 1846 bis 1866 Mitglied des baselstädtischen Grossen Rats und von 1853 bis 1858 des Kleinen Rats und des Staatskollegiums. Seit 1833 Vertreter der Bürgerschaft in der Basler Postkommission, setzte er sich besonders für das Basler und später das eidgenössiche Postwesen ein. Er erwarb sich Verdienste um den Abschluss eines Postvertrags mit Frankreich im Jahr 1846. Im folgenden Jahr leitete er eine eidgenössiche Delegation, die mit Österreich günstigere Bedingungen bei Transitgebühren und eine Halbierung der österreichischen Brieftaxen verhandelte. Wegen des Sonderbundskriegs und der folgenden Gründung des schweizerischen Bundesstaats wurde der Vertrag nie rechtswirksam.
Benedikt La Roche wurde am 30. November 1848 zum ersten Generalpostdirektor der eidgenössichen Post gewählt. Er setzte drei Postgesetze durch, die Postregale, die Organisation der Verwaltung und die Senkung der Posttaxen regelten. Seine Vorschläge zur weiteren Gestaltung der Verwaltung erhielten von seinem Vorgesetzten Wilhelm Matthias Naeff keine Zustimmung. La Roche reichte am 19. Juli 1849 seine Demission ein, wurde aber im selben Jahr vom Bundesrat zum Kommissär zur Regelung der Postverträge ernannt. La Roche schloss in der Folge mit Belgien, den Niederlanden, Frankreich, Spanien und den deutschen Staaten Preussen, Baden, Württemberg, Sachsen sowie Bayern Abkommen über den Postverkehr ab. Im April 1851 legte er sein Amt nach einem Streit mit dem Bundesrat, wegen der Annahme eines Ordens des Königreichs Sardiniens, endgültig nieder. Das Amt des Generalpostdirektors blieb bis in die 1870er Jahre unbesetzt.
Im Februar 1853 gehörte La Roche zu den Mitgründern der Schweizerischen Centralbahn (S.C.B.) und im November wurde er zum Präsidenten der staatlichen Eisenbahnkommission gewählt. Zehn Jahre später gehörte er zu den Gründern der Basler Handelsbank (1945 zum Schweizerischen Bankverein (SBV/UBS)). Im Jahr 1866 gab er seine öffentlichen Ämter auf und zog sich ins Privatleben zurück.

## Belege
1. 1 2 3  Hans Rudolf Schmid: La Roche, Benedict. In: Neue Deutsche Biographie (NDB).
2. 1 2 3 4  Thomas Schibler: Benedikt La Roche. In: Historisches Lexikon der Schweiz (HLS).

| Personendaten    | Personendaten                                                                 |
| ---------------- | ----------------------------------------------------------------------------- |
| NAME             | La Roche, Benedikt                                                            |
| ALTERNATIVNAMEN  | La Roche-Stehelin, Benedikt (Ehename); La Roche, Benedict; Roche, Benedikt la |
| KURZBESCHREIBUNG | Schweizer Bankier und Generalpostdirektor                                     |
| GEBURTSDATUM     | 26. Juli 1802                                                                 |
| GEBURTSORT       | Basel, Schweiz                                                                |
| STERBEDATUM      | 6. Dezember 1876                                                              |
| STERBEORT        | Basel, Schweiz                                                                |